# Mike Farrell

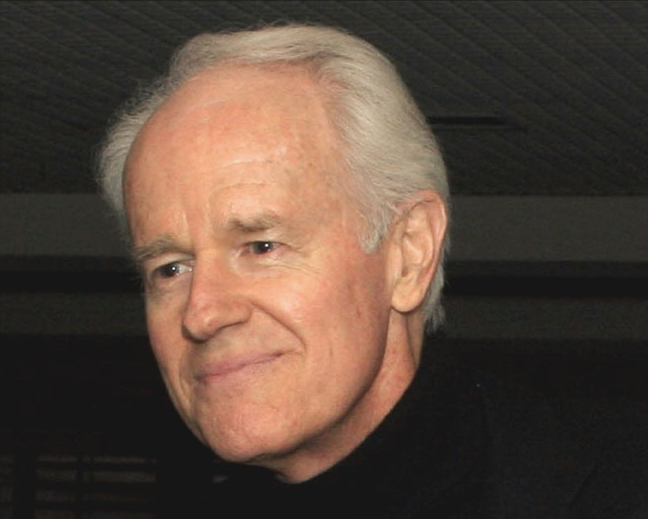
Mike Farrell nel 2008

Michael Joseph Farrell, detto Mike (Saint Paul, 6 febbraio 1939), è un attore, produttore cinematografico e attivista statunitense.

## Filmografia parziale

### Cinema
- I diavoli di Dayton (Dayton's Devils), regia di Jack Shea (1968)
- Bersagli (Targets), regia di Peter Bogdanovich (1968)
- Doomsday Machine, regia di Lee Sholem e Harry Hope (1972)

### Televisione
- The Dick Powell Show – serie TV, episodio 2x18 (1963)
- The Bill Cosby Show – serie TV, episodio 1x12 (1969)
- Los Angeles: ospedale nord (The Interns) – serie TV, 24 episodi (1970-1971)
- Un uomo per la città (The Man and the City) – serie TV, 15 episodi (1971-1972)
- Bonanza – serie TV, episodio 14x10 (1972)
- M*A*S*H – serie TV, 179 episodi (1975-1983)
- La signora in giallo (Murder, She Wrote) – serie TV, episodio 7x05 (1990)
- Le avventure di Superman (Superman) – serie animata (1996-1999) - voce
- Providence – serie TV, 96 episodi (1999-2002)
- Invasion - Il giorno delle locuste (Locusts: Day of Destruction), regia di David Jackson – film TV (2005)
- Desperate Housewives – serie TV, 3 episodi (2007-2008)
- Law & Order - Unità vittime speciali (Law & Order: Special Victims Unit) – serie TV, episodio 10x08 (2008)
- The Red Road – serie TV, 7 episodi (2014-2015)
- American Crime Story – serie TV, 1 episodio (2018)
- NCIS - Unità anticrimine (NCIS) – serie TV, episodi 16x21-16x22 (2019)

## Doppiatori italiani
Nelle versioni in italiano delle opere in cui ha recitato, Mike Farrell è stato doppiato da:
- Oliviero Dinelli in Desperate Housewives (ep. 4x06, 4x10), American Crime Story
- Paolo Poiret in M*A*S*H (parte degli episodi delle stagioni 4-5, 6-10)
- Giorgio Piazza in M*A*S*H (parte degli episodi delle stagioni 4-5)
- Paolo Marchese in M*A*S*H (ep. 4x17)
- Dante Biagioni in Le impronte della vita
- Franco Zucca in La signora in giallo
- Dario Penne in Providence
- Romano Malaspina in Lo scandalo Enron
- Gianni Giuliano in Desperate Housewives (ep. 3x23)
- Pietro Biondi in Law & Order: Unità vittime speciali
- Gabriele Martini in Ghost Whisperer - Presenze
- Carlo Valli in NCIS - Unità anticrimine

Da doppiatore è sostituito da:
- Giovanni Petrucci in Le avventure di Superman (st. 3)

## Pubblicazioni
- Just Call Me Mike: A Journey to Actor and Activist, Akashic Books, ISBN 1-9333-5408-9, 2007

- Of Mule and Man, 2009, Akashic Books, ISBN 1-9333-5475-5